# E! People's Choice Awards 2020
La 46ª edizione degli E! People's Choice Awards si è svolta il 15 novembre 2020 su E! Entertainment Television. La cerimonia è stata condotta da Demi Lovato.
Le candidature sono state annunciate il 1º ottobre.
In seguito sono elencate le categorie, il relativo vincitore è indicato in grassetto.

## Cinema

### Film del 2020
- Bad Boys for Life
- Birds of Prey e la fantasmagorica rinascita di Harley Quinn (Birds of Prey (and the Fantabulous Emancipation of One Harley Quinn)
- Tyler Rake (Extraction)
- Hamilton
- L'uomo invisibile (The Invisible Man)
- The Old Guard
- Project Power
- Trolls World Tour

### Film drammatico del 2020
- Hamilton
- Dangerous Lies
- Greyhound - Il nemico invisibile (Greyhound)
- L'assistente della star (The High Note)
- Cosa mi lasci di te (I Still Believe)
- L'uomo invisibile (The Invisible Man)
- The Photograph - Gli scatti di mia madre (The Photograph)
- Tornare a vincere (The Way Back)

### Film commedia del 2020
- The Kissing Booth 2
- Bill & Ted Face the Music
- Eurovision Song Contest - La storia dei Fire Saga (Eurovision Song Contest: The Story of Fire Saga)
- Il re di Staten Island (The King of Staten Island)
- Amiche in affari (Like a Boss)
- The Lovebirds
- P. S. Ti amo ancora (To All the Boys: P.S. I Still Love You)
- La Missy sbagliata (The Wrong Missy)

### Film d'azione del 2020
- Mulan
- Bad Boys for Life
- Birds of Prey e la fantasmagorica rinascita di Harley Quinn (Birds of Prey (and the Fantabulous Emancipation of One Harley Quinn)
- Bloodshot
- Tyler Rake (Extraction)
- The Old Guard
- Project Power
- Tenet

### Film per famiglie del 2020
- Onward - Oltre la magia (Onward)
- Il richiamo della foresta (The Call of the Wild)
- Dolittle
- My Spy
- Scooby! (Scoob!)
- Sonic - Il film (Sonic the Hedgehog)
- Trolls World Tour
- La famiglia Willoughby (The Willoughbys)

### Star maschile in un film del 2020
- Will Smith - Bad Boys for Life
- Vin Diesel - Bloodshot
- Robert Downey Jr. - Dolittle
- Jamie Foxx - Project Power
- Tom Hanks - Greyhound - Il nemico invisibile (Greyhound)
- Chris Hemsworth - Tyler Rake (Extraction)
- Lin-Manuel Miranda - Hamilton
- Mark Wahlberg - Spenser Confidential

### Star femminile in un film del 2020
- Tiffany Haddish - Amiche in affari (Like a Boss)
- Salma Hayek - Amiche in affari (Like a Boss)
- Vanessa Hudgens - Bad Boys for Life
- Camila Mendes - Dangerous Lies
- Elisabeth Moss - L'uomo invisibile (The Invisible Man)
- Issa Rae - The Lovebirds
- Margot Robbie - Birds of Prey e la fantasmagorica rinascita di Harley Quinn (Birds of Prey (and the Fantabulous Emancipation of One Harley Quinn)
- Charlize Theron - The Old Guard

### Star in un film drammatico del 2020
- Lin-Manuel Miranda - Hamilton
- Ben Affleck - Tornare a vincere (The Way Back)
- KJ Apa - Cosa mi lasci di te (I Still Believe)
- Russell Crowe - Il giorno sbagliato (Unhinged)
- Tom Hanks - Greyhound - Il nemico invisibile (Greyhound)
- Elisabeth Moss - L'uomo invisibile (The Invisible Man)
- Issa Rae - The Photograph - Gli scatti di mia madre (The Photograph)
- Tracee Ellis Ross - L'assistente della star (The High Note)

### Star in un film commedia del 2020
- Joey King - The Kissing Booth 2
- Noah Centineo - P. S. Ti amo ancora (To All the Boys: P.S. I Still Love You)
- Pete Davidson - Il re di Staten Island (The King of Staten Island)
- Will Ferrell - Eurovision Song Contest - La storia dei Fire Saga (Eurovision Song Contest: The Story of Fire Saga)
- Salma Hayek - Amiche in affari (Like a Boss)
- Issa Rae - The Lovebirds
- Keanu Reeves - Bill & Ted Face the Music
- David Spade - La Missy sbagliata (The Wrong Missy)

### Star in un film d'azione del 2020
- Chris Hemsworth - Tyler Rake (Extraction)
- Vin Diesel - Bloodshot
- Jamie Foxx - Project Power
- Vanessa Hudgens - Bad Boys for Life
- Margot Robbie - Birds of Prey e la fantasmagorica rinascita di Harley Quinn (Birds of Prey (and the Fantabulous Emancipation of One Harley Quinn)
- Will Smith - Bad Boys for Life
- Charlize Theron - The Old Guard
- John David Washington - Tenet

## Televisione

### Serie TV del 2020
- Grey's Anatomy
- The Bachelor
- The Last Dance
- The Masked Singer
- Non ho mai... (Never Have I Ever)
- Outer Banks
- This Is Us
- Tiger King

### Serie TV drammatica del 2020
- Riverdale
- Grey's Anatomy
- Law & Order - Unità vittime speciali (Law & Order: Special Victims Unit)
- Outer Banks
- Ozark
- Power
- This Is Us
- The Walking Dead

### Serie TV commedia del 2020
- Non ho mai... (Never Have I Ever)
- Amiche per la morte - Dead to Me (Dead to Me)
- The Good Place
- Grown-ish
- Insecure
- Modern Family
- Saturday Night Live
- Schitt's Creek

### Serie TV sci-fi/fantasy del 2020
- Wynonna Earp
- The Flash
- Legacies
- Legends of Tomorrow
- Locke & Key
- Supergirl
- Supernatural
- The Umbrella Academy

### Bingeworthy Show del 2020
- Outer Banks
- Cheer
- Love is Blind
- Non ho mai... (Never Have I Ever)
- Normal People
- Ozark
- Schitt's Creek
- Tiger King

### Star maschile in una serie TV del 2020
- Cole Sprouse - Riverdale
- Jason Bateman - Ozark
- Sterling K. Brown - This Is Us
- Steve Carell - Space Force
- Dan Levy - Schitt's Creek
- Norman Reedus - The Walking Dead
- Chase Stokes - Outer Banks
- Jesse Williams - Grey's Anatomy

### Star femminile in una serie TV del 2020
- Ellen Pompeo - Grey's Anatomy
- Christina Applegate - Amiche per la morte - Dead to Me (Dead to Me)
- Danai Gurira - The Walking Dead
- Mariska Hargitay - Law & Order - Unità vittime speciali (Law & Order: Special Victims Unit)
- Mandy Moore - This Is Us
- Sandra Oh - Killing Eve
- Lili Reinhart - Riverdale
- Sofía Vergara - Modern Family

### Star in una serie TV drammatica del 2020
- Mandy Moore - This Is Us
- Sterling K. Brown - This Is Us
- Danai Gurira - The Walking Dead
- Mariska Hargitay - Law & Order - Unità vittime speciali (Law & Order: Special Victims Unit)
- Sandra Oh - Killing Eve
- Ellen Pompeo - Grey's Anatomy
- Cole Sprouse - Riverdale
- Chase Stokes - Outer Banks

### Star in una serie TV commedia del 2020
- Sofía Vergara - Modern Family
- Christina Applegate - Amiche per la morte - Dead to Me (Dead to Me)
- Kristen Bell - The Good Place
- Jameela Jamil - The Good Place
- Dan Levy - Schitt's Creek
- Kate McKinnon - Saturday Night Live
- Issa Rae - Insecure
- Yara Shahidi - Grown-ish

### Reality show del 2020
- Al passo con i Kardashian (Keeping Up with the Kardashians)
- Below Deck Mediterranean
- Love & Hip Hop: New York
- Love is Blind
- 90 Day Fiancé: Happily Ever After?
- Queer Eye
- The Real Housewives of Atlanta
- The Real Housewives of Beverly Hills

### Show di competizione del 2020
- The Voice
- America's Got Talent
- American Idol
- The Bachelor
- The Challenge
- The Masked Singer
- RuPaul's Drag Race
- Top Chef

### Talk show diurno del 2020
- The Ellen DeGeneres Show
- Good Morning America
- The Kelly Clarkson Show
- Live with Kelly and Ryan
- Red Table Talk
- Today
- The View
- The Wendy Williams Show

### Talk show notturno del 2020
- The Tonight Show Starring Jimmy Fallon
- The Daily Show with Trevor Noah
- Full Frontal with Samantha Bee
- Jimmy Kimmel Live!
- Last Week Tonight with John Oliver
- The Late Late Show with James Corden
- The Late Show with Stephen Colbert
- Watch What Happens Live with Andy Cohen

### Concorrente di uno show del 2020
- Gigi Goode - RuPaul's Drag Race
- Kandi Burruss - The Masked Singer
- Sammie Cimarelli - The Circle
- Rob Gronkowski - The Masked Singer
- Jaida Essence Hall - RuPaul's Drag Race
- Just Sam - American Idol
- Madison Prewett - The Bachelor
- Hannah Ann Sluss - The Bachelor

### Star di un reality show del 2020
- Khloé Kardashian - Al passo con i Kardashian (Keeping Up with the Kardashians)
- Kandi Burruss - The Real Housewives of Atlanta
- Kim Kardashian - Al passo con i Kardashian (Keeping Up with the Kardashians)
- Antoni Porowski - Queer Eye
- Lisa Rinna - The Real Housewives of Beverly Hills
- Darcey Silva e Stacey Silva - Darcey & Stacey
- Jonathan Van Ness - Queer Eye
- Porsha Williams - The Real Housewives of Atlanta

## Musica

### Artista maschile del 2020
- Justin Bieber
- Bad Bunny
- J Balvin
- DaBaby
- Drake
- Lil Baby
- Blake Shelton
- The Weeknd

### Artista femminile del 2020
- Ariana Grande
- Cardi B
- Miley Cyrus
- Billie Eilish
- Lady Gaga
- Dua Lipa
- Megan Thee Stallion
- Taylor Swift

### Gruppo musicale del 2020
- BTS
- Blackpink
- Chloe x Halle
- CNCO
- Dan + Shay
- 5 Seconds of Summer
- Jonas Brothers
- Twenty One Pilots

### Artista country del 2020
- Blake Shelton
- Kelsea Ballerini
- Kane Brown
- Luke Bryan
- Luke Combs
- Miranda Lambert
- Thomas Rhett
- Keith Urban

### Artista latino del 2020
- Becky G
- Bad Bunny
- J Balvin
- Daddy Yankee
- Karol G
- Maluma
- Nicky Jam
- Ozuna

### Artista emergente del 2020
- Doja Cat
- Ava Max
- Benee
- Trevor Daniel
- Conan Gray
- Jack Harlow
- Roddy Ricch
- Saweetie

### Album del 2020
- Map of the Soul: 7 - BTS
- After Hours - The Weeknd
- Changes - Justin Bieber
- Chromatica - Lady Gaga
- Folklore - Taylor Swift
- Future Nostalgia - Dua Lipa
- High Off Life - Future
- YHLQMDLG - Bad Bunny

### Canzone del 2020
- "Dynamite" - BTS
- "Break My Heart" - Dua Lipa
- "Intentions" - Justin Bieber
- "Rain on Me" - Lady Gaga e Ariana Grande
- "Rockstar" - DaBaby feat. Roddy Ricch
- "Savage" - Megan Thee Stallion
- "Stuck with U" - Ariana Grande e Justin Bieber
- "WAP" - Cardi B feat. Megan Thee Stallion

### Video musicale del 2020
- "Dynamite" - BTS
- "Blinding Lights" - The Weeknd
- "Holy" - Justin Bieber feat. Chance the Rapper
- "Ice Cream" - Blackpink e Selena Gomez
- "Life Is Good" - Future feat. Drake
- "Rain on Me" - Lady Gaga e Ariana Grande
- "Un Dia (One Day)" - J Balvin, Dua Lipa e Bad Bunny feat. Tainy
- "WAP" - Cardi B feat. Megan Thee Stallion

### Soundtrack del 2020
- "Only the Young" - Taylor Swift per Miss Americana
- "About Love" - Marina per P. S. Ti amo ancora (To All the Boys: P.S. I Still Love You)
- "Alexander Hamilton" - Leslie Odom Jr. per Hamilton
- "Boss Bitch" - Doja Cat per Birds of Prey e la fantasmagorica rinascita di Harley Quinn (Birds of Prey (and the Fantabulous Emancipation of One Harley Quinn)
- "Loyal Brave True" - Christina Aguilera per Mulan
- "On Me" - Thomas Rhett e Kane Brown feat. Ava Max per Scooby! (Scoob!)
- "The Other Side" - SZA e Justin Timberlake per Trolls World Tour
- "Rare" - Selena Gomez per Normal People

### Collaborazione musicale del 2020
- "WAP" - Cardi B feat. Megan Thee Stallion
- "Be Kind" - Marshmello e Halsey
- "Holy" - Justin Bieber feat. Chance the Rapper
- "Life Is Good" - Future feat. Drake
- "Rain on Me" - Lady Gaga e Ariana Grande
- "Rockstar" - DaBaby feat. Roddy Ricch
- "Savage (Remix)" - Megan Thee Stallion feat. Beyoncé
- "Whats Poppin (Remix)" - Jack Harlow feat. DaBaby, Tory Lanez e Lil Wayne

## Cultura pop

### Social Star del 2020
- Emma Chamberlain
- Charli D'Amelio
- Dixie D'Amelio
- David Dobrik
- Loren Gray
- Liza Koshy
- Addison Rae
- JoJo Siwa

### Beauty Influencer del 2020
- James Charles
- Jackie Aina
- Nikita Dragun
- Antonio Garza
- NikkieTutorials
- Desi Perkins
- RCL Beauty
- Bretman Rock

### Celebrità Social del 2020
- Ariana Grande
- Justin Bieber
- Selena Gomez
- LeBron James
- Kylie Jenner
- Kim Kardashian
- Lady Gaga
- Britney Spears

### Star animale del 2020
- Doug the Pug
- Esther the Wonder Pig
- Hosico
- Jiff Pom
- Juniper the Fox
- Nala Cat
- Shinjiro Ono
- Suki Cat

### Comico del 2020
- Leslie Jones - Leslie Jones: Time Machine
- Dave Chappelle - 8:46
- Pete Davidson - Pete Davidson: Alive From NY
- Hannah Gadsby - Hannah Gadsby: Douglas
- Jim Gaffigan - The Pale Tourist
- Jo Koy - Jo Koy: In His Elements
- George Lopez - George Lopez: We'll Do It for Half
- Jerry Seinfeld - Jerry Seinfeld: 23 Hours to Kill

### Style Star del 2020
- Zendaya
- Timothée Chalamet
- Kendall Jenner
- Kim Kardashian
- Lady Gaga
- Lil Nas X
- Janelle Monáe
- Rihanna

### Game Changer del 2020
- LeBron James
- Simone Biles
- Sabrina Ionescu
- Michael Jordan
- Naomi Ōsaka
- Bubba Wallace
- Serena Williams
- Russell Wilson

### Pop Podcast del 2020
- Anything Goes with Emma Chamberlain
- Armchair Expert with Dax Shepard
- Call Her Daddy
- Getting Curious with Jonathan Van Ness
- I Weigh with Jameela Jamil
- Scrubbing In with Becca Tilley & Tanya Rad
- Staying In with Emily & Kumail
- The Viall Files

### Influencer brasiliano del 2020
- Manu Gavassi
- Bianca Andrade
- Alexandra Gurgel
- Foquinha
- Rafa Kalimann
- Matheus Mazzafera
- Valentina Sampaio
- Maisa Silva

### Influencer latino del 2020
- Gaby Asturias
- Daniella Álvarez
- Nath Campos
- José Eduardo Derbez
- Jacky Guzmán
- Juan Pablo Jaramillo
- Sofía Morandi
- Belén Soto

## Altro

### People's Icon del 2020
- Jennifer Lopez[5]

### People's Champion del 2020
- Tyler Perry[6]

### Fashion Icon del 2020
- Tracee Ellis Ross[7]